# Баталов, Борис Васильевич
Бори́с Васи́льевич Бата́лов (15 апреля 1938, посёлок Каринторф, Кировская область — 23 мая 1989, Москва) — советский учёный, член-корреспондент АН СССР, доктор физико-математических наук, профессор. Специалист по моделированию, оптимизации и синтезу электрических схем и топологии больших и сверхбольших интегральных схем и радиоэлектронной аппаратуры на их основе.

## Биография
Родился в Кировской области, в посёлке Каринторф, 15 апреля 1938 года. Учился в одной из старейших школ Кирово-Чепецка – Каринторфской. В 1955 году приехал в Москву, где в 1960 году, окончил по специальности «механик» механико-математический факультет МГУ, а в 1966 году там же — аспирантуру; диссертационную работу выполнял в Институте механики МГУ.
В 1960—1967 годах работал в ЦАГИ имени Н. Е. Жуковского — последовательно: инженер, старший инженер, заместитель начальника отдела; с 1962 года обучался в заочной аспирантуре и после защиты диссертации, решением Совета ЦАГИ ему была присуждена учёная степень кандидата физико-математических наук.
В 1967—1978 годах работал в Зеленограде в НИИ молекулярной электроники: начальник лаборатории, руководитель группы, начальник отдела САПР. Занимался вопросами автоматизации проектирования БИС. В 1970 году Высшей аттестационной комиссией СССР ему было присвоено учёное звание «старший научный сотрудник» по специальности «вычислительная математика». В 1975 году защитил докторскую диссертацию по исследованию вопросов прикладного математического обеспечения систем автоматизированного проектирования больших интегральных схем (САПР БИС), и в 1976 году получил учёную степень доктора физико-математических наук.
В 1975 году за разработку и внедрение Системы автоматизированного проектирования интегральных схем (САПР ИС) в составе группы сотрудников НИИМЭ (Е. В. Авдеев, С. П. Терентьев, Г. Г. Казённов, А. П. Котко, В. А. Неклюдов, Г. И. Стороженко, Н. И. Щавлев, В. М. Щемелинин) удостоен Государственной премии СССР в области науки и техники.
В 1978—1987 годах (последовательно) начальник отделения, заместитель директора-начальника Научно-технического центра НИИ автоматики. Приказом министра электронной промышленности СССР он был назначен главным конструктором по системам автоматизированного проектирования. В 1981 году ему было присвоено учёное звание профессора по кафедре интегральных полупроводниковых систем и в 1981—1989 годах он преподавал в МИРЭА, а также исполнял обязанности заведующего кафедрой.
В 1986 году был назначен исполняющим обязанности директора, а в 1988 году — директором НИИСАПРАН.
В 1987—1989 годах — директор специального конструкторско-технологического бюро «Прогресс» (ныне АО «Научно-исследовательский институт микроэлектронной аппаратуры „Прогресс“»); руководил разработкой и проектированием специализированной элементной базы (цифровых, аналоговых и аналогово-цифровых БИС и СБИС) для промышленности средств связи.
С декабря 1987 года — член-корреспондент АН СССР по Отделению информатики, вычислительной техники и автоматизации. С 1988 года — заместитель председателя президиума Научного центра АН СССР по фундаментальным проблемам вычислительной техники и систем управления.
Под его руководством были защищены 16 кандидатских диссертаций.
Умер 23 мая 1989 года в Москве, похоронен на Кунцевском кладбище.

## Награды и звания
Кавалер Ордена «Знак Почёта» (1984) и Ордена Трудового Красного Знамени (1988; «за заслуги в развитии вычислительной техники, подготовке научных кадров и в связи с 50-летием со дня рождения»).
Лауреат Государственной премии СССР (1975), автор нескольких монографий, более 200 научных трудов.

## Семья
Жена — Евгения Семёновна Баталова (урожд. Ващекина; род. 1938), преподаватель вуза. Их дети:
- Андрей Борисович Баталов (род. 1962), инженер;
- Баталова Ольга Борисовна (род. 1964), научный работник.